# Butleronea
Butleronea là một chi bướm đêm thuộc họ Noctuidae.